# Goodnight and Go
«Goodnight and Go» —en español literalmente: buenas noches y vete— es una canción grabada e interpretada por la cantante y compositora londinense Imogen Heap. El tema fue lanzado el 25 de abril de 2006 a través de Megaphonic Records como el segundo sencillo del segundo álbum de estudio de Heap, Speak for Yourself (2006). Goodnight and Go es uno de los temas más populares de la cantante tras «Hide and Seek».

## Lanzamiento
"Goodnight and Go" fue tanto escrito como producido por Heap. El tema fue lanzado en plataformas digitales como puede ser ITunes el 25 de abril de 2006 como el segundo sencillo del álbum. El tema tiene una duración de 3:52, sin embargo, para el lanzamiento de la canción en la radio rítmica contemporánea el tema fue acortado más de treinta segundos. Esta nueva versión exclusivamente lanzada para la promoción en la radio incluye elementos de presentaciones en vivo que Heap había hecho anteriormente. Dicha versión de Goodnight and Go fue titulada 'Immi's Radio Mix'. La versión de radio fue lanzada simultáneamente con "Speeding Cars" convirtiéndose este en la cara b del sencillo. El tema apareció en la segunda temporada de Made in Chelsea la emisión de la cual comenzó en noviembre de 2011.

## Videoclip
El videoclip de "Goodnight and Go" impactó MTV y VH1 a principios de abril de 2006 antes de impactar en otros canales de televisión dedicados a la emisión de vídeos musicales. Más tarde fue anunciado que el vídeo estaría incluido en la versión del sencillo en CD. El videoclip para la versión de radio fue finalmente publicado en YouTube el 25 de octubre de 2009.

## Posicionamiento en listas
| Lista                          | Posición más alta |
| ------------------------------ | ----------------- |
| Polonia                        | 21                |
| Reino Unido (UK Singles Chart) | 56                |

## Historial de lanzamiento
| Región         | Fecha               | Formato                      | Discográfica       |
| -------------- | ------------------- | ---------------------------- | ------------------ |
| Mundo          | 25 de abril de 2006 | Descarga digital             | Megaphonic Records |
| Mundo          | 2 de mayo de 2006   | Radio mix (Immi's Radio Mix) | Megaphonic Records |
| Estados Unidos | 9 de mayo de 2006   | Radio rítmica contemporánea  | Universal Music    |

## Versión libre de Ariana Grande
«Goodnight N Go» (estilizado en letra minúscula como goodnight n go) es una canción grabada e interpretada por la cantante estadounidense Ariana Grande. Este tema es el décimo-tercero de la lista de canciones que confeccionan su cuarto álbum de estudio, Sweetener (2018). Grande se basó en el tema de Imogen Heap de 2006 "Goodnight and Go" de su segundo álbum de estudio Speak for Yourself (2006) para crear esta canción. La versión de la estadounidense tiene algunas partes de la letra original de la canción de Heap cambiadas además del sonido; la versión original tiene un sonido más electropop mientras que la de Grande suena algo más pop fusionado con el subgénero electrónico future bass, normalmente, se escucha los drops que pertenecen a este subgénero electrónico, junto a los sonidos electrónicos y samples del género Trap (música)

### Antecedentes
Grande siempre ha mostrado un gran aprecio hacia la londinense, es más, ella y Heap compartieron además de cena en octubre de 2014, escenario en junio de 2017 en el concierto benéfico organizado por Grande One Love Manchester; el cual organizó en respuesta al Atentado de Mánchester de 2017 donde la parada del Dangerous Woman Tour de Grande en la ciudad fue el blanco de un ataque terrorista que sin duda conmocionó al mundo. Un año más tarde, el 7 de junio de 2018, Grande publicó en su perfil de Instagram un adelanto de un nuevo tema de su cuarto álbum. Muchos fanáticos comenzaron a notar que el adelanto se asemejaba mucho a una parte del 'Immi's Radio Mix' de "Goodnight and Go". Ese mismo día Grande confirmó que se trataba de una canción suya basada en el tema de Heap e incluida en Sweetener la cual estaba "inspirada en su artista número uno, la mujer que me inspira cada movimiento".

### Lanzamiento
"Goodnight N Go" fue lanzado el 17 de agosto de 2018 junto a los demás temas que confeccionan Sweetener. En Spotify, el tema fue reproducido más de 1,87 millones de veces en todo el mundo de las cuales 862.000 reproducciones provenían de los Estados Unidos; colocándose por ende en el puesto número 37 de la lista de las canciones más escuchadas en la plataforma aquel día.

### Posicionamiento en listas
| Listas (2018)                      | Máxima posición |
| ---------------------------------- | --------------- |
| Australia (ARIA)                   | 57              |
| Canadá (Canadian Hot 100)          | 67              |
| Hungría (Rádiós Top 40)            | 19              |
| Portugal (AFP)                     | 76              |
| Estados Unidos (Billboard Hot 100) | 87              |

### Historial de lanzamiento
| Región | Fecha                | Formato                      | Discográfica     |
| ------ | -------------------- | ---------------------------- | ---------------- |
| Mundo  | 17 de agosto de 2018 | Descarga digital · streaming | Republic Records |